# Batman '66
Batman '66 é uma série de revista em quadrinhos publicada pela DC Comics apresentando Batman. Criada como uma continuação da série de TV de 1966-68 estrelada por Adam West e Burt Ward como Batman e Robin. A série foi escrita por Jeff Parker com a arte da capa por Mike Allred.

## Histórico da publicação
Em 2013, a DC começou a publicação de Batman '66, onde narra novas histórias ambientadas no mundo da série de TV de 1966-68. A série foi escrita por Jeff Parker e a arte da capa por Mike Allred, as artes no interior foram feitas por artistas diferentes a cada edição. Personagens da série de televisão como o Traça, o Menestrel, Sandman, Olga, a Rainha dos Cossacos, Zelda, a Maior, Shame (Vergonha) e Marsha, a Rainha dos Diamantes, fizeram sua primeira aparição em revista em quadrinhos na série. Pinguim, Coringa, Charada, Mulher-Gato e Senhor Frio também aparecem na série. Personagens que não foram destaque na série de televisão (alguns deles criados depois que a série terminou) também apareceram em Batman '66 como o Capuz Vermelho e a Dr. Quinn que aparecem na edição #3, Hera Venenosa na edição #26, Bane na edição #27, Espantalho e o Crocodilo aparecem na edição #28, o Professor Hugo Strange aparece em Batman '66 meets the Man from U.N.C.L.E., e Ra's al Ghul aparece em Batman '66 meets Wonder Woman '77. Além destes, novos personagens e veículos foram criados para a série, como o Bat-Jato, usado para seguir o Face Falsa até o Monte Rushmore, bem como uma nova vilã chamada Cleópatra.
A série foi cancelada com a edição #30, data da capa de fevereiro de 2016.
Em Abril de 2014, as cinco primeiras edições foram compilados no encadernado Batman '66 Vol. 1. Volumes adicionais coletando outras edições também foram lançados. Em Junho de 2014, começou a publicação do crossover da minissérie de seis edições de Batman e o Besouro Verde, Batman '66 meets The Green Hornet, de Kevin Smith e Ralph Garman. Há também outros três crossovers com outros programas de TV dos anos de 1960 e 1970; The Man From U.N.C.L.E. com Batman '66 Meets the Man From U.N.C.L.E., TV's The Avengers com Batman '66 Meets Steed and Mrs. Peel e Wonder Woman, interpretada por Lynda Carter em Batman '66 Meets Wonder Woman '77. Em Julho de 2017, uma nova minissérie chamada "Batman '66 Meets the Legion of Super-Heroes", mostrou Batman e Robin em uma parceria com a Legião dos Super-Heróis.

## Coletâneas
| Título                                   | Material Coletado                                   | Datas de publicação    | ISBN                |
| ---------------------------------------- | --------------------------------------------------- | ---------------------- | ------------------- |
| Batman '66 Vol. 1                        | Batman '66 #1-5                                     | 8 de Abril de 2014     | ISBN 978-1401247218 |
| Batman '66 Vol. 2                        | Batman '66 #6-10                                    | 28 de Abril de 2014    | ISBN 978-1401254612 |
| Batman '66 Vol. 3                        | Batman '66 #11-16                                   | 8 de Dezembro de 2015  | ISBN 978-1401257507 |
| Batman '66 Vol. 4                        | Batman '66: The Lost Episode #1 e Batman '66 #17-22 | 17 de Maio de 2016     | ISBN 978-1401261047 |
| Batman '66 Vol. 5                        | Batman '66 #23-30                                   | 13 de Dezembro de 2016 | ISBN 978-1401264833 |
| Batman '66 Meets the Green Hornet        | Batman '66 Meets the Green Hornet #1-6              | 24 de Março de 2015    | ISBN 978-1401252281 |
| Batman '66 Meets The Man From U.N.C.L.E. | Batman '66 Meets The Man From U.N.C.L.E. #1-6       | 13 de Setembro de 2016 | ISBN 978-1401264475 |
| Batman '66 Meets John Steed & Mrs. Peel  | Batman '66 Meets John Steed & Mrs. Peel #1-6        | 27 de Setembro de 2017 | ISBN 978-1401268206 |
| Batman '66 Meets Wonder Woman '77        | Batman '66 Meets Wonder Woman '77 #1-6              | 3 de Outubro de 2017   | ISBN 978-1401273859 |

## Publicação no Brasil
A série está sendo publicada no Brasil pela editora Panini Comics. Sua estréia ocorreu em Novembro de 2014 com o lançamento do encadernado Batman '66.

### Encadernados
| Título                                  | Datas de publicação | Histórias originais          | Páginas | Notas / Referências      | ISBN                |
| --------------------------------------- | ------------------- | ---------------------------- | ------- | ------------------------ | ------------------- |
| Batman '66                              | Novembro de 2014    | Batman '66 #1-4              | 132     | Capa Dura / Papel couché | ISBN 978-8583680802 |
| Batman '66: Rei Tut Ataca!              | Outubro de 2015     | Batman '66 #5-8              | 132     | Capa Dura / Papel couché | ISBN 978-8583680642 |
| Batman '66: O Episódio Perdido          | Maio de 2016        | Batman ’66: The Lost Episode | 84      | Capa Dura / Papel couché | ISBN 978-8583681434 |
| Batman '66: Entrando Numa Fria          | Junho de 2017       | Batman '66 #9-12             | 132     | Capa Dura / Papel couché | ISBN 978-8583681779 |
| Batman '66: Luzes, Câmara, Ação         | Janeiro de 2019     | Batman '66 #13-18            | 132     | Capa Dura/Papel couché   |                     |
| Batman '66: O Mais Novo Herói de Gotham | Julho de 2019       | Batman '66 #19-24            | 132     | Capa Dura/Papel couché   |                     |